# Кичкеево (Татарстан)
Кичке́ево — деревня в Кайбицком районе Татарстана. Входит в состав муниципального образования Надеждинское сельское поселение. Расположено на реке Кубня в 29 км северо-западней от Больших Кайбиц.

## История
Основана в 1646 году. Известна с XIX века поташным заводом. В дореволюционных источниках упоминается также под названием Алексеев Починок. До реформы 1861 жители относились к категории помещичьих крестьян. Занимались земледелием, разведением скота, торговлей, печным промыслом. В начале XX века в деревне функционировали церковь Святой Параскевы, земская школа (открыта в 1888), ветряная и водяная мельницы, 2 мелочные лавки. В этот период земельный надел сельской общины составлял 1080,7 десятин. До 1920 деревня входила в Ульянковскую волость Свияжского уезда Казанской губернии. С 1920 в составе Свияжского кантона ТАССР. С 14 февраля 1927 в Ульянковском, с 1 августе 1927 в Кайбицком, с 19 февраля 1944 в Подберезинском, с 14 мая 1956 в Кайбицком, с 1 февраля 1963 в Буинском, с 4 марта 1964 в Апастовском, с 19 апреля 1991 в Кайбицком районах

## Демография
| Население |      |      |      |      |      |      |      |      |      |      |      |      |
| 1859      | 1897 | 1908 | 1920 | 1926 | 1938 | 1949 | 1958 | 1970 | 1979 | 1989 | 2002 | 2010 |
| 373       | 574  | 685  | 734  | 673  | 460  | 299  | 200  | 154  | 118  | 89   | 92   | 72   |

Национальный состав в 2010 году: русские и чуваши.